# Bombay (programma televisivo)
Bombay è un programma di Gianni Boncompagni e Giovanni Benincasa di dodici puntate andato in onda su LA7 dal 23 ottobre 2007 all'8 gennaio 2008 ogni martedì sera verso le 23:30.

## Contenuto
È un programma non-sense chiamato così perché è una "Bomba" (spiega l'autore) e in cui vengono proposti ospiti improbabili come il Cardinal Mirabini (ormai noto per il detto "il carro va là dove il dente duole"), Nilde Mussolini (la presunta sorella di Alessandra Mussolini, recitata dalla stessa), il Padreterno e molti altri. Il programma ha luogo principalmente in due studi: uno che è lo studio vero e proprio in cui vengono presentati i summenzionati personaggi e un altro più piccolo, affollato di tanta gente, dove viene "gestita" la trasmissione dallo stesso Boncompagni. Una peculiarità del programma è anche il festeggiamento dell'avvento di ogni mercoledì prossimo (come se fosse capodanno) che spesso viene fatto molto in ritardo rispetto alla mezzanotte. La giustificazione di Boncompagni è che siamo in Italia e va bene che non tutto sia puntuale.

## Cast fisso
- Gianni Boncompagni e Giovanni Benincasa (Conduttori)
- Alessandra Mussolini (Nilde Mussolini) [1]
- Luigi Leoni (Cardinal Mirabini) [2]
- Claudio Sabelli Fioretti (Il Padreterno)

Inoltre partecipava alla trasmissione un corpo di ballo composto da 15 ragazze sulla falsariga di Non è la RAI, storica trasmissione di Boncompagni.

## Ospiti
Tra gli ospiti del programma vi furono Piero Chiambretti, Giancarlo Magalli, Bobo Craxi, Claudia Gerini, Enrico Mentana, Tinto Brass, Raffaella Carrà e Giulio Andreotti.